# ZOPAC
Les Zones de pacification du Cameroun (ZOPAC) sont des régions du Cameroun français où l'administration coloniale française a mis en œuvre des stratégies militaires et administratives particulières de lutte contre les mouvements indépendantistes, notamment l'Union des populations du Cameroun (UPC).

## Contexte
Dans les années 1950, le Cameroun sous administration française a été marqué par des tensions politiques croissantes, avec l'émergence de mouvements nationalistes réclamant l'indépendance. L'UPC, principal parti indépendantiste, a été interdit en 1955, ce qui a conduit à une intensification de la lutte, y compris des actions de guérilla. Face à cette situation, les autorités françaises ont mis en place des zones de pacification, visant à rétablir l'ordre et à contrôler les populations.

## Mise en place et objectifs
Les ZOPAC ont été créées à partir de 1958, en réponse à l'aggravation de la situation sécuritaire, particulièrement dans la région de la Sanaga-Maritime. L'objectif principal était de pacifier les zones considérées comme des foyers de rébellion, en utilisant une combinaison de moyens militaires, de renseignement et d'actions psychologiques. Daniel Doustin, délégué général du haut-commissaire, a joué un rôle clé dans la conception et la mise en œuvre de cette stratégie.

## Stratégies et méthodes
Les ZOPAC étaient caractérisées par un renforcement de la présence militaire, avec des opérations de ratissage, des patrouilles et des embuscades.
Une attention particulière était accordée au recueil de renseignements, afin d'identifier et de neutraliser les éléments rebelles. Les autorités françaises ont également eu recours à des méthodes de contrôle de la population, telles que les regroupements de villages. La propagande et l'action psychologique étaient utilisées pour discréditer l'UPC et rallier les populations à la cause française.

## La ZOPAC et la ZIFOC
La Zone d'intervention et de force de l'ordre au Cameroun (ZIFOC) a été créée à Bafang le 14 décembre 1958.
L'objectif principal de Jean Lamberton était de constituer un réseau de renseignement « capable d'orienter les opérations et lui permettant d'articuler ses moyens limités ou un dispositif ajusté, si possible aux foyers d'agitation ».

## Conséquences et controverses
Les ZOPAC ont été le théâtre de violations des droits de l'homme, incluant des arrestations arbitraires, des tortures et des exécutions extrajudiciaires.
L'utilisation de formations supplétives, comme la Garde civique nationale, a également été source d'abus. La stratégie des ZOPAC reste un sujet de controverse, certains la considérant comme une réponse nécessaire à la violence, tandis que d'autres la dénoncent comme une politique répressive.

## Témoignages et mémoires
Les témoignages d'époque et les travaux de recherche récents, des historiens tels Thomas Deltombe et Karine Ramondy mettent en lumière les souffrances endurées par les populations civiles dans les ZOPAC.